# کلاه شاپو

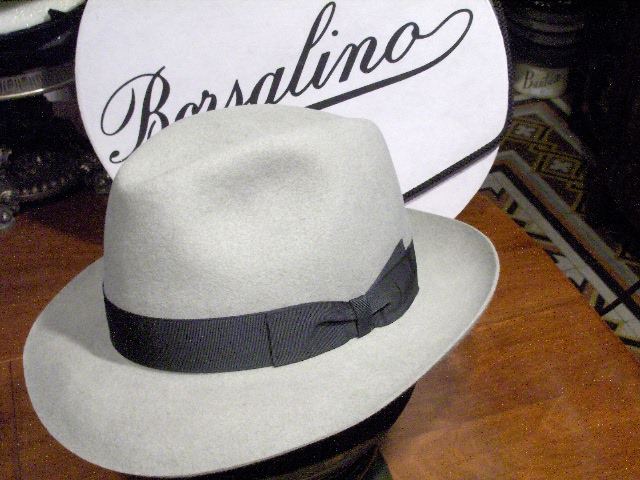
یک کلاه شاپو

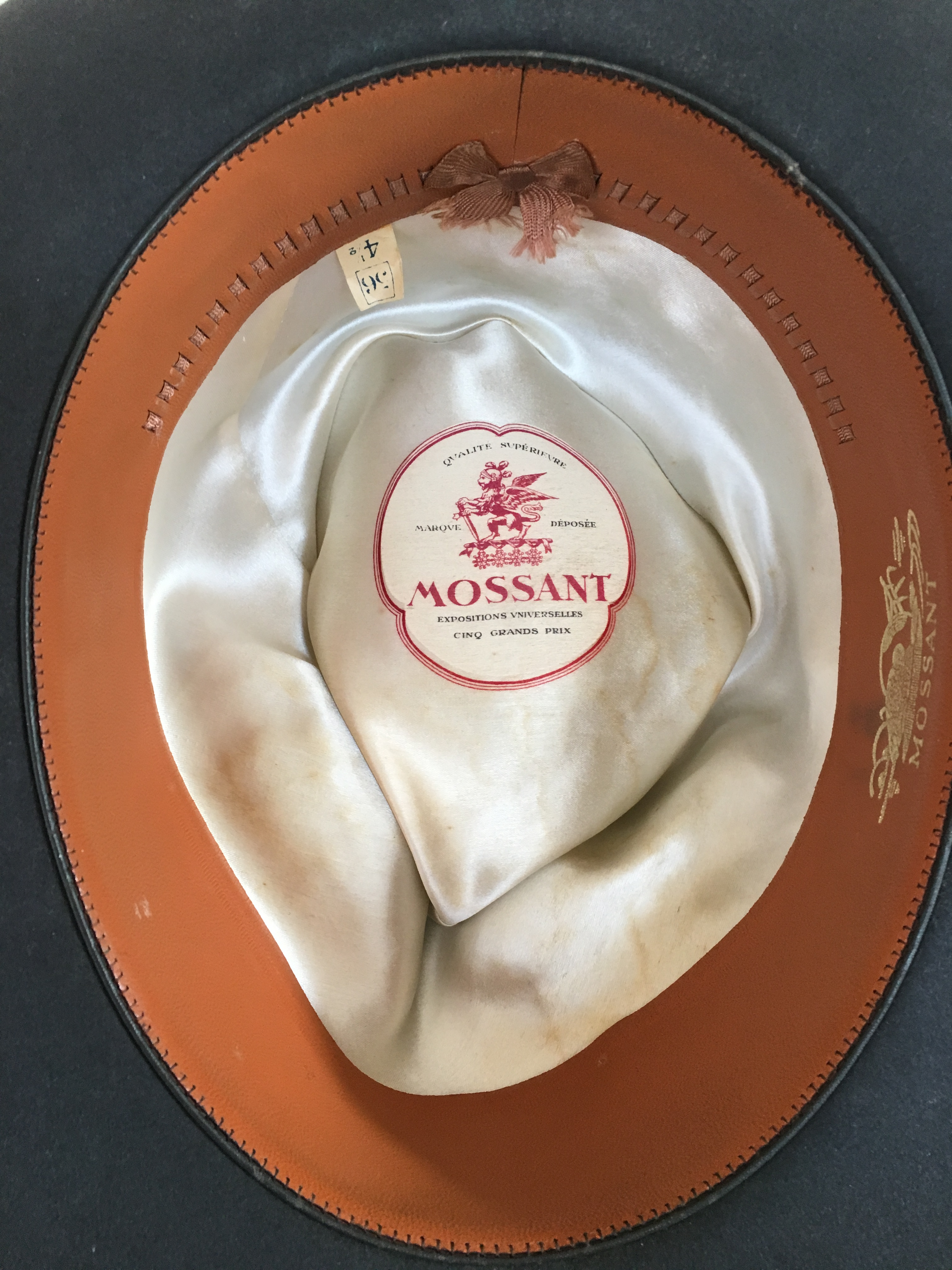
درون یک کلاه شاپو

کلاه شاپو (به فرانسوی: chapeau) در تمام کشورهای غربی به آن فدورا (Fedora) گفته می‌شود، نوعی کلاه لبه‌دار و معمولاً از جنس ماهوت است، گرچه از مواد دیگر مانند چرم یا پارچه نیز ساخته می‌شود. در زبان فرانسوی به کلاه از هر نوع، شاپو اطلاق می‌شود.
این کلاه در اوایل سال ۱۸۹۱ مورد استفاده قرار گرفت و محبوبیت آن افزایش یافت. این کلاه از پشم، ترمه، پوست خرگوش یا سگ آبی درست می‌شود. آنها همچنین می‌توانند از نی، پنبه، کنف، کتان یا چرم ساخته شوند.

## کاربرد
در اوایل قرن بیستم، کلاه جزء اصلی از لباس مردان بود و تقریباً در همه مکان‌های عمومی از آن استفاده می‌شد. با این حال، به عنوان یک رسم اجتماعی و ادب رایج، مردان هنگام حضور در خانه یا هنگام گفتگو با زنان، کلاه خود را برمی‌دارند. علاوه بر این، توانایی داشتن کلاه از نظر فرهنگی به دلیل شناخته شدن مد به عنوان نماد وضعیت، نشانه ثروت تلقی می‌شد و فقط آنهایی که منابع اقتصادی کمی داشتند بدون کلاه به بیرون می‌رفتند.
از دهه ۱۹۲۰، پس از اینکه شاهزاده ولز کلاه نمدی را به عنوان سرپوش مورد علاقه خود انتخاب کرد، فدوراها محبوبیت خود را افزایش دادند. در نتیجه، «کلاه نمدی نرم جایگزین کلاه سفت به عنوان پرفروش‌ترین در دهه شد». فدورا به زودی جای خود را به عنوان یک کلاه انتخابی گرفت و به سبک‌های محبوب دیگر که شامل بولر و هامبورگ بود پیوست.

## در ایران
پیش از انقلاب ۱۳۵۷ بسیاری از مردم ایران آن را بر سر می‌کردند. نخستین بار در زمان رضا شاه بود که این کلاه در ایران مورد بهره‌برداری قرار گرفت.
رضاشاه در مسیر نوسازی ایران، مسیر متحدالشکل کردن لباسهای ایرانیان را با تغییر کلاه مردان، که حساسیت کمتری داشت، شروع کرد.

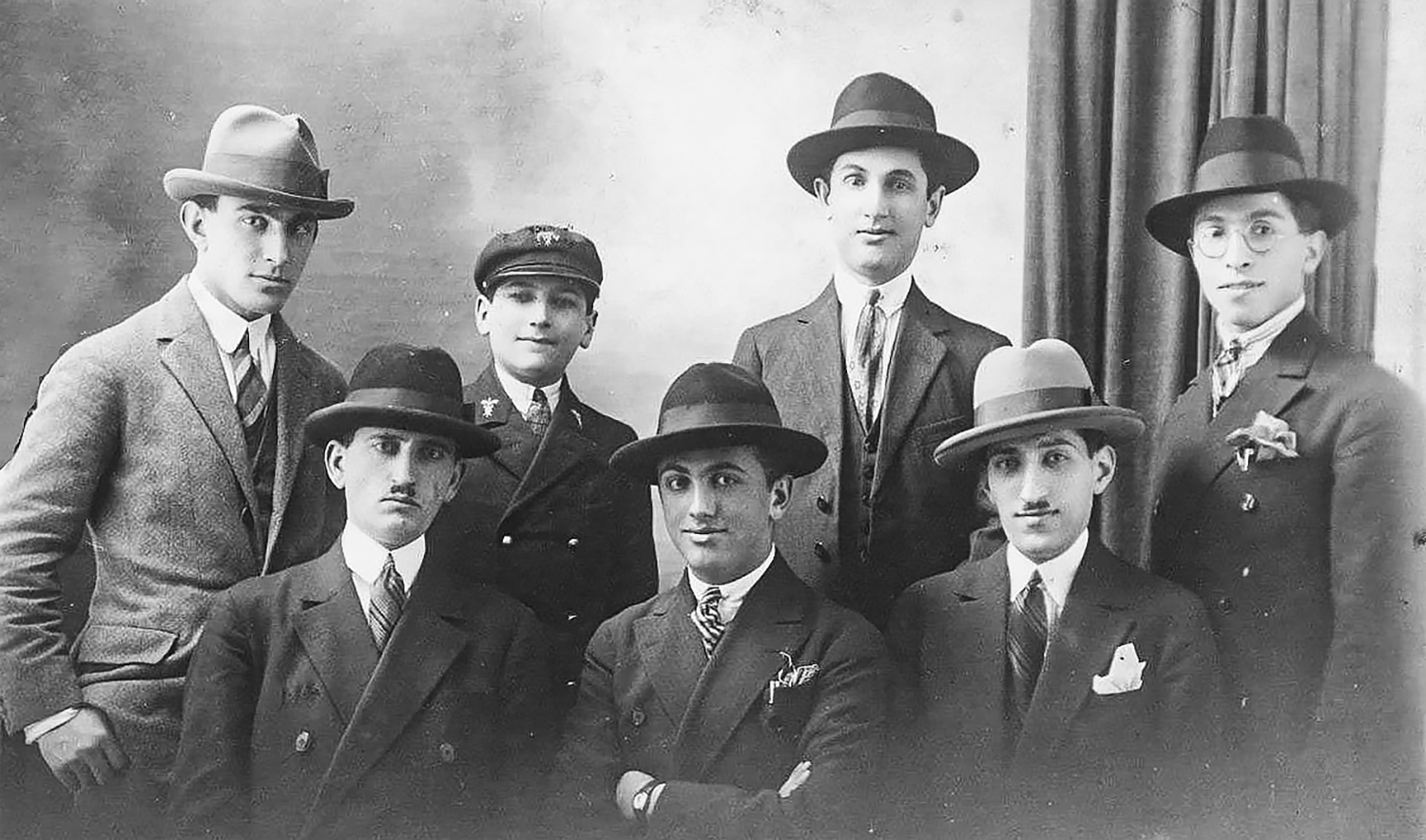
برادران مظفر مسنن با لباس دهه ۱۳۰۰ و کلاه شاپو

کلاه شاپو، اگرچه در سال ۱۳۰۶ برای مردان اجباری شد ولی الزام به استفاده از آن، در سال ۱۳۰۷ به تصویب مجلس رسید، از سال ۱۲۹۶ در برخی از شهرهای بزرگ و ادارات استفاده می‌شد. البته پوشیدن آن در همان زمان که استفاده از آن اجباری نبود، با مخالفتها و اعتراضهایی همراه شد تا جایی که برخی از دولتمردان از جمله محسن صدر، معاونت وزارت دادگستری وقت، به دلیل معمم بودن با آن مخالفت کرد؛ زیرا این مسئله را مغایر با فرهنگ ایرانی و اسلامی خود می‌پنداشت.
تصویب طرح متحدالشکل کردن لباسها در مجلس هفتم با حرف و حدیثهای زیادی از سوی موافقان و مخالفان همراه شد؛ برخی از مخالفان از جمله سیدرضا فیروزآبادی بر این باور بودند که مطرح شدن این طرح، آن هم با قید دو فوریت، باعث تمسخر نمایندگان و نیز خود مردم خواهد شد؛ زیرا هدف اصلی نمایندگان در مجلس رفع مشکلات و تلاش برای بهبود شرایط زندگی مردم است نه دخالت در پوشیدن کلاه و لباسشان. نکته درخور تأمل این نماینده معترض این بود که در کشورهای غربی، از جمله خود انگلیس، قانونی تحت عنوان یکسان‌سازی لباس وجود ندارد و هرکسی با هر لباسی که دوست داشته باشد در انظار ظاهر می‌شود؛ زیرا دولتمداران آنجا دلیل پیشرفت و توسعه را در لباس و کلاه نمی‌دانند.